# Schietpartij in Kauhajoki

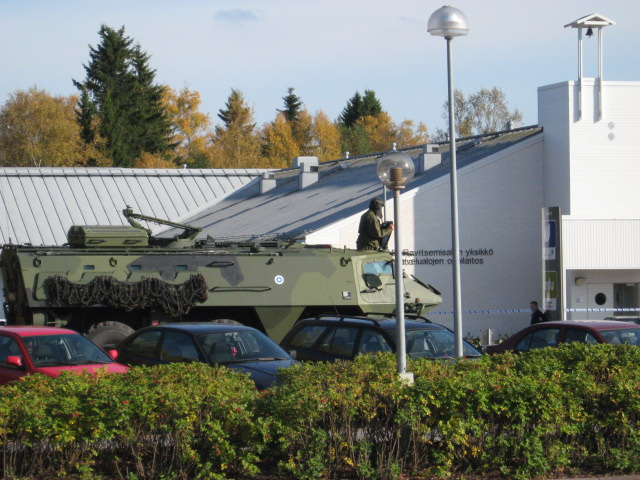
Een Patria XA-188 GVV bij de school.

De  schietpartij in Kauhajoki was een bloedbad op 23 september 2008 op een school in de stad Kauhajoki in Finland. De dader was de 22-jarige Matti Juhani Saari. Bij de schietpartij vielen elf doden, waaronder ook de schutter, en een gewonde. De schutter stierf later op de dag in een ziekenhuis in Tampere na zichzelf door het hoofd te hebben geschoten. Hij had zijn daad aangekondigd via filmpjes op YouTube.
Het was de derde keer dat er een schietpartij was op een Finse school, het vorige incident was op de Jokela-school in Tuusula op 7 november 2007 waarbij negen mensen omkwamen. Het eerste incident vond plaats in 1989 in Rauma.

## De schietpartij
De 22-jarige Matti Juhani Saari, een tweedejaars student culinary arts, opende om iets voor elf uur 's ochtends plaatselijke tijd het vuur in een school (Kauhajoen palvelualojen oppilaitos - Kauhajoki School of Hospitality) in Kauhajoki. Hij was in het zwart gekleed en hij droeg een bivakmuts. Hij had ook een grote tas met het pistool, munitie en brandbommen bij zich. Het schietincident begon in een klas waar voor twintig mensen een examen werd afgenomen. Er waren toen ongeveer 150 leerlingen in de school aanwezig. Bij de schietpartij kwamen tien mensen om het leven en één persoon raakte gewond. Onder de tien omgekomen personen bevonden zich negen klasgenoten (acht vrouwen en een man) en een personeelslid (een man). Matti Juhani Saari stichtte ook brand op verscheidene plekken met molotovcocktails.
Na zijn moordpartij trachtte hij rond half een 's middags zelfmoord te plegen door zich in het hoofd te schieten. Hij overleed enige tijd later in het Tampere University Hospital. Bij de studentenvertrekken van de school werden twee handgeschreven briefjes gevonden waarop stond dat hij de aanslag sinds 2002 had voorbereid en dat hij een hekel had aan de mensheid en het menselijke ras.
Saari had sinds augustus 2008 een tijdelijke vergunning voor een Walther P22, een pistool van het kaliber .22 Long Rifle.

## Filmpjes op YouTube
Op de maandag voor de schietpartij had de politie met de schutter gepraat over een filmpje wat hij op YouTube had geplaatst onder de gebruikersnaam Wumpscut86. In dit filmpje schoot hij enkele malen op de camera met de mededeling "You will die next". Op zijn persoonlijke pagina op YouTube stond de tekst "Whole life is war and whole life is pain. And you will fight alone in your personal war", een tekst uit het lied "War" van de Duitse band :Wumpscut:. In andere filmpjes was hij te zien op een schietbaan. Bij zijn favoriete filmpjes stonden enkele over de moorden op Columbine High School.
De politie besloot dat er onvoldoende bewijs was om hem te arresteren of om andere maatregelen te nemen, zoals zijn vergunning intrekken of zijn wapen in beslag nemen. Hij had ook geen strafblad. Zijn account en de filmpjes zijn inmiddels van YouTube verwijderd. Ook werd zijn account op de Finse sociale netwerksite IRC-Galleria gesloten waarop hij beelden uit de filmpjes had geplaatst en foto's van zichzelf.

## Nasleep

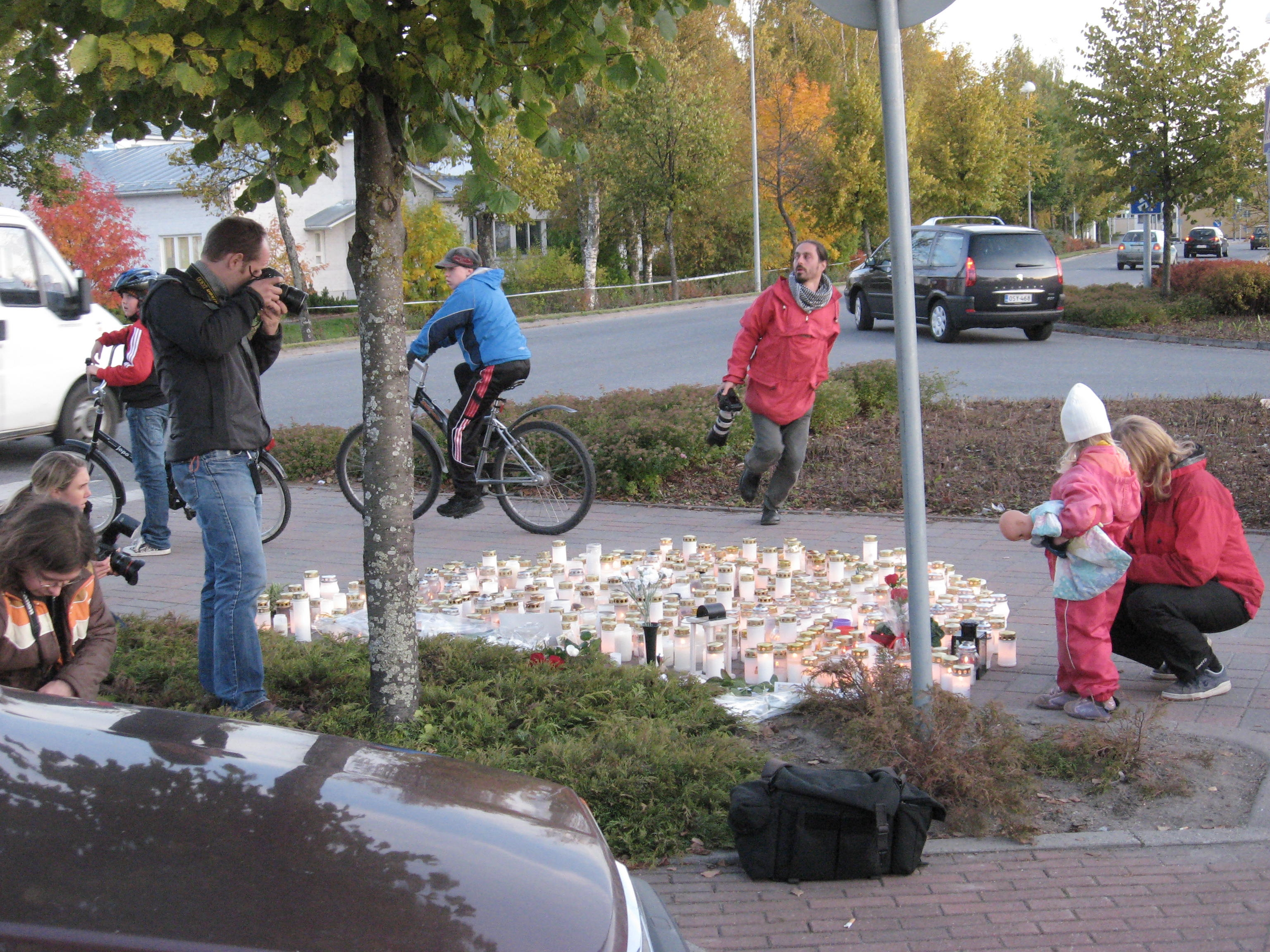
Bloemen en kaarsen bij de school op de dag na het incident.

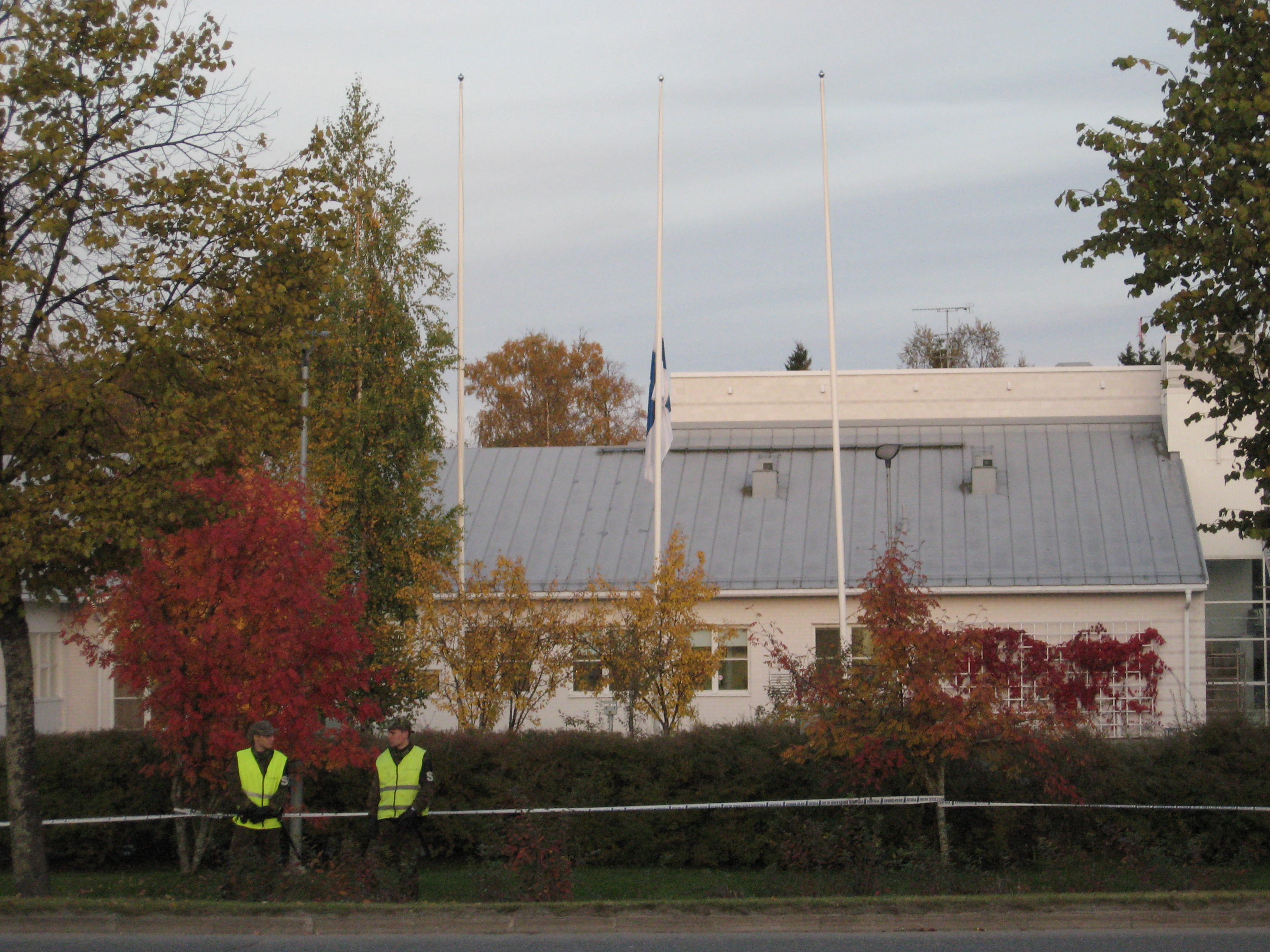
De vlag van Finland hangt halfstok bij de school.

De dag na de schietpartij, 24 september 2008, werd uitgeroepen tot een dag van nationale rouw in Finland. Op de school werden de lessen van de rest van de week afgelast; op andere scholen gingen de lessen wel door. Op de avond van de schietpartij werd een herdenkingsdienst gehouden in de kerk van Kauhajoki. Deze dienst werd door zo'n 600 tot 700 mensen bijgewoond. Er werden ook herdenkingsdiensten gehouden in andere kerken in de dagen na de schietpartij.
De premier van Finland Matti Vanhanen bracht een bezoek aan Kauhajoki om de studenten en betrokkenen te ontmoeten. Het Finse Rode Kruis begon op 25 september met hun jaarlijkse inzamelingsactie; een deel hiervan zal gebruikt worden om steun te bieden aan de betrokkenen bij deze schietpartij en aan anderen die dat nodig hebben.

### Wapenwetgeving
De schietpartij deed de discussie over handwapens in Finland weer opwaaien. In Finland is de wapenwetgeving namelijk soepeler voor de jacht waardoor men gemakkelijker aan een wapen kan komen. Na het incident op de Jokela-school in november 2007 werd deze discussie ook gevoerd maar er waren nog geen maatregelen doorgevoerd.
De premier van Finland Matti Vanhanen en minister van Financiën Jyrki Katainen beloofden actie te ondernemen om de regelgeving aan te scherpen. Deze maatregelen werden op 24 september 2008 aangekondigd door de minister van Binnenlandse Zaken Anne Holmlund Na het incident op de Jokela-school waren al nieuwe procedures uitgewerkt voor het verkrijgen van een wapenvergunning. Enkele van de voorgestelde wijzigingen zijn:
- het opzetten van een register zodat de politie een overzicht van de wapenvergunningen heeft;
- er wordt een gesprek gehouden met ten minste twee personen die fungeren als referentie voor de persoon die een wapenvergunning heeft aangevraagd;
- het recht om medische gegevens op te vragen als de aanvrager medicatie heeft gebruikt - dit is om inzicht te krijgen in de geestelijke en lichamelijke gezondheid van de aanvrager.

### Onderzoek
Naast het politie-onderzoek over het incident werd er ook een onderzoek ingesteld naar het handelen van de politie in de dagen voor het incident om na te gaan of er fouten zijn gemaakt naar aanleiding van de YouTube-filmpjes. Op 27 januari 2009 werd bekend dat de agent die Saari de dag voor de schietpartij verhoorde, vervolgd zal worden vanwege nalatigheid.
Een deel van het onderzoek richt zich op de vraag of Saari contact heeft gehad met Pekka-Eric Auvinen, de dader van de schietpartij op de Jokela-school in Tuusula op 7 november 2007. Dit incident vertoont namelijk allerlei overeenkomsten met die schietpartij: in beide gevallen vond het incident plaats op hun school en had de dader het aangekondigd in video's op YouTube. Beiden waren gefascineerd door de moorden op Columbine High School en beiden overleden in een ziekenhuis nadat ze zichzelf in het hoofd hadden geschoten. Volgens zijn wapenvergunning had hij het wapen gekocht in Jokela en dus mogelijk in dezelfde winkel als waar Auvinen zijn wapen had gekocht.

### Identificatie van de slachtoffers
De stoffelijke overschotten van de slachtoffers zijn naar de Universiteit van Helsinki gebracht voor identificatie. De identificatie werd bemoeilijkt doordat Saari na afloop de lichamen in brand had gestoken.